# Acebo
Acebo è un comune spagnolo di 757 abitanti situato nella comunità autonoma dell'Estremadura.

## Società

### Evoluzione demografica
Evoluzione demografica di Acebo negli ultimi anni, secondo l'Instituto Nacional de Estadística spagnolo.
Evoluzione della popolazione dal 1996.